# Nordenflychtsvägen

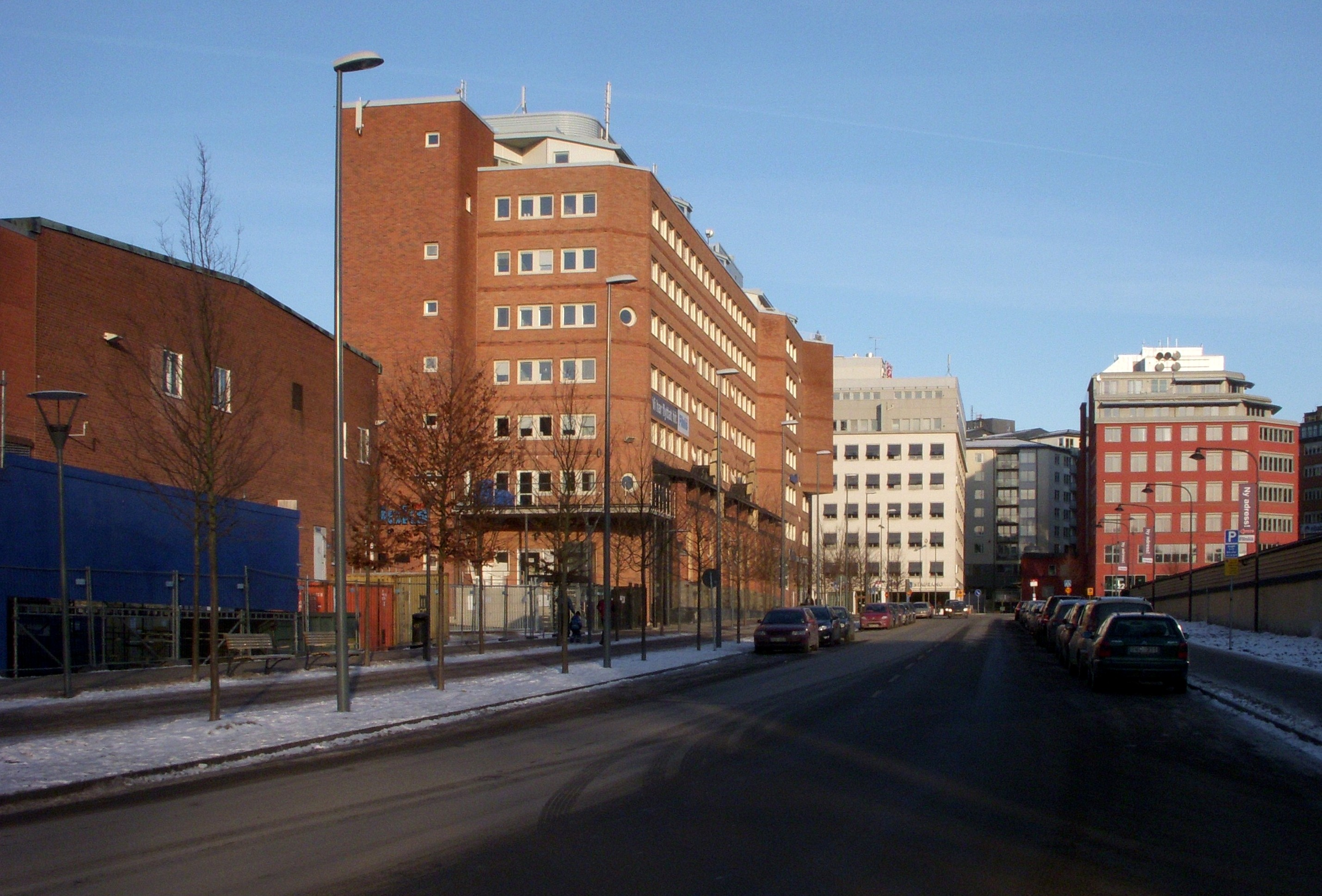
Nordenflychtsvägen mot norr, 2012.

Nordenflychtsvägen är en gata på västra Kungsholmen i Stockholm. 
Nordenflychtsvägen fick sitt nuvarande namn 1930. Namnkategorin faller under “berömda svenska författare”. Namnet härrör från 1700-talspoeten Hedvig Charlotta Nordenflycht. Gatan avdelas genom Lindhagensgatan i två avsnitt. Det norra leder genom Hornsbergs strand förbi bland annat Nelly Sachs park. Den södra delen går genom Kristineberg mellan Hornsbergsdepån och före detta Stora Bryggeriets anläggningar (numera Octapharma), förbi Kristinebergs IP och Kristinebergs slott ner till Drottningholmsvägen.